# 霍華德 (喬治亞州)
霍華德（英語：Howard）是位於美國喬治亞州泰勒縣的一個人口普查指定地區。

## 地理
霍華德的座標為32°35′46″N 84°23′04″W / 32.59611°N 84.38444°W，而該地最高點為海拔高度196米（即643英尺）。

## 人口
根據2010年美國人口普查的數據，霍華德的面積為7.55平方千米，當中陸地面積為7.50平方千米，而水域面積為0.05平方千米。當地共有人口110人，而人口密度為每平方千米14人。